# Бок (город, Миннесота)
Бок (англ. Bock) — город в округе Мил-Лакс, штат Миннесота, США. На площади 0,3 км² (0,3 км² — суша, водоёмов нет), согласно переписи 2002 года, проживают 106 человек. Плотность населения составляет 311,3 чел./км².
- Телефонный код города — 320
- Почтовый индекс — 56313
- FIPS-код города — 27-06814[1]
- GNIS-идентификатор — 0640319[2]